# Bonnétage
Bonnétage és un municipi francès situat al departament del Doubs i a la regió de Borgonya - Franc Comtat. L'any 2007 tenia 749 habitants.

## Demografia

### Població
El 2007 la població de fet de Bonnétage era de 749 persones. Hi havia 280 famílies de les quals 55 eren unipersonals (16 homes vivint sols i 39 dones vivint soles), 101 parelles sense fills, 101 parelles amb fills i 23 famílies monoparentals amb fills.
La població ha evolucionat segons el següent gràfic:
Habitants censats

### Habitatges
El 2007 hi havia 324 habitatges, 290 eren l'habitatge principal de la família, 13 eren segones residències i 21 estaven desocupats. 280 eren cases i 41 eren apartaments. Dels 290 habitatges principals, 237 estaven ocupats pels seus propietaris, 50 estaven llogats i ocupats pels llogaters i 4 estaven cedits a títol gratuït; 1 tenia una cambra, 5 en tenien dues, 24 en tenien tres, 61 en tenien quatre i 199 en tenien cinc o més. 253 habitatges disposaven pel capbaix d'una plaça de pàrquing. A 107 habitatges hi havia un automòbil i a 165 n'hi havia dos o més.

### Piràmide de població
La piràmide de població per edats i sexe el 2009 era:
| Homes | Edats   | Dones |
| ----- | ------- | ----- |
| 0     | 95 o +  | 0     |
| 0     | 90 a 94 | 4     |
| 0     | 85 a 89 | 4     |
| 0     | 80 a 84 | 12    |
| 12    | 75 a 79 | 8     |
| 12    | 70 a 74 | 8     |
| 16    | 65 a 69 | 24    |
| 16    | 60 a 64 | 8     |
| 20    | 55 a 59 | 20    |
| 24    | 50 a 54 | 24    |
| 20    | 45 a 49 | 12    |
| 36    | 40 a 44 | 16    |
| 32    | 35 a 39 | 28    |
| 40    | 30 a 34 | 20    |
| 36    | 25 a 29 | 36    |
| 12    | 20 a 24 | 12    |
| 20    | 15 a 19 | 24    |
| 20    | 10 a 14 | 28    |
| 52    | 5 a 9   | 24    |
| 32    | 0 a 4   | 8     |

## Economia
El 2007 la població en edat de treballar era de 478 persones, 383 eren actives i 95 eren inactives. De les 383 persones actives 371 estaven ocupades (201 homes i 170 dones) i 13 estaven aturades (4 homes i 9 dones). De les 95 persones inactives 42 estaven jubilades, 36 estaven estudiant i 17 estaven classificades com a «altres inactius».

### Ingressos
El 2009 a Bonnétage hi havia 294 unitats fiscals que integraven 791 persones, la mediana anual d'ingressos fiscals per persona era de 22.498 €.

### Activitats econòmiques
Dels 31 establiments que hi havia el 2007, 2 eren d'empreses alimentàries, 1 d'una empresa de fabricació de material elèctric, 5 d'empreses de fabricació d'altres productes industrials, 5 d'empreses de construcció, 6 d'empreses de comerç i reparació d'automòbils, 1 d'una empresa de transport, 2 d'empreses d'hostatgeria i restauració, 2 d'empreses financeres, 5 d'empreses de serveis i 2 d'entitats de l'administració pública.
Dels 3 establiments de servei als particulars que hi havia el 2009, 1 era un taller de reparació d'automòbils i de material agrícola, 1 lampisteria i 1 electricista.
L'únic establiment comercial que hi havia el 2009 era una carnisseria.
L'any 2000 a Bonnétage hi havia 26 explotacions agrícoles que ocupaven un total de 1.197 hectàrees.

## Equipaments sanitaris i escolars
L'únic equipament sanitari que hi havia el 2009 era una farmàcia.
El 2009 hi havia una escola elemental.

## Poblacions més properes
El següent diagrama mostra les poblacions més properes.